# Rotes Feld
Rotes Feld ist ein Stadtteil im Zentrum von Lüneburg in Niedersachsen.

## Wirtschaft und Infrastruktur
Der Stadtteil liegt südlich der Altstadt. Nach Westen wird er durch den zum Roten Feld gehörigen Kurpark, nach Osten durch die Ilmenau begrenzt. Im Süden grenzt der Stadtteil Bockelsberg mit dem Universitätsgelände an.
Der Stadtteil besteht vor allem aus Bebauung der Gründerzeit, wozu auch die hier gelegene Wilhelm-Raabe-Schule gehört. Die ehemals ebenfalls in diesem Stadtteil gelegene alte MTV-Turnhalle, in dem der Bergen-Belsen-Prozess stattfand, wurde dagegen abgerissen. Im Norden des Stadtteils steht die St.-Marien-Kirche, im Süden des Stadtteils hat das Niedersächsische Oberverwaltungsgericht seinen Sitz.